# Linde Klinckowström-von Rosen
Ebba Astrid Beate-Sophie Axelsdotter (Linde) Klinckowström-von Rosen, född Klinckowström den 1 september 1902 på Stafsunds gods på Ekerö, död den 26 mars 2000 på Stafsund, var en svensk grevinna och författare, främst känd för sina långresor genom Europa på hästen Castor. Hon var den sista medlemmen av den friherrliga ätten Klinckowström.

## Uppväxt

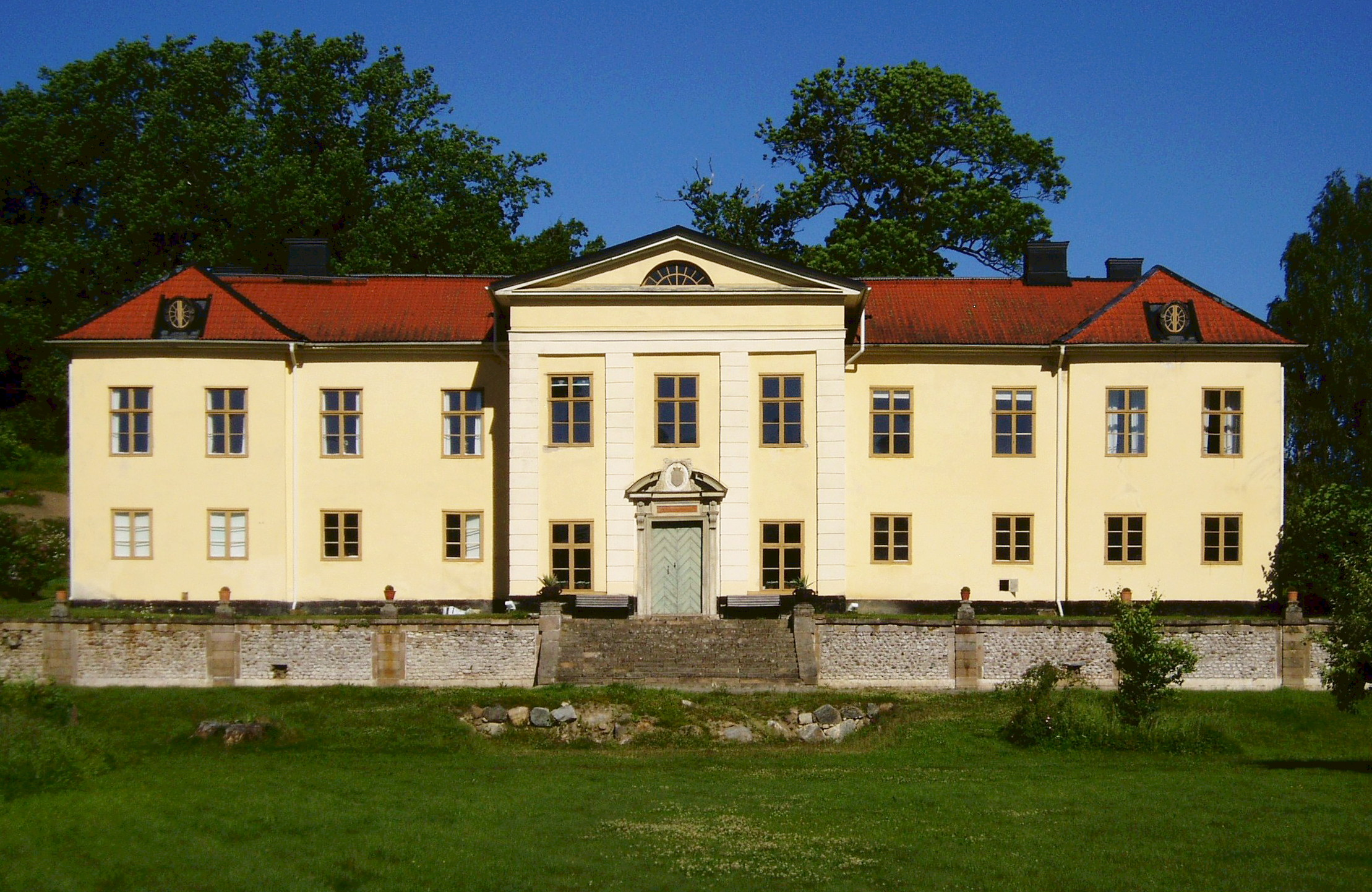
Stafsund, Klinckowström-von Rosens födelsehem.

Linde Klinckowström-von Rosen var yngsta barn till friherre Axel Klinckowström och hans maka Thyra, född Gyldén. Från 1909 undervisades hon tillsammans med sin två syskon i hemmet av guvernant. Hennes formella utbildning blev inte särskilt omfattande men hon lärde så mycket mera på egen hand, inte minst under sina många resor. På Stafsund hade hon också tillgång till det stora Klinckowströmska biblioteket och von Fersens arkiv med mer än 20 000 böcker.
Klinkcowström började på sin 15-årsdag i flickpension men slutade efter kort tid, enligt egen uppgift med C i alla ämnen. Hon lärde matlagning och sömnad innan hon påbörjade konststudier i Stockholm. De fortsatte 1922 i Dresden och 1926 i München. Därefter ägnade hon sig helt åt hästar och ridning, som var hennes största intresse redan från barndomen. Fadern gav uttryck för sin stolthet över att hon "som det enda av hans barn tog akademisk examen", hovslagarexamen.
År 1924 medverkade hon i en mindre roll i filmen Carl XII:s kurir, när några exteriörer inspelades på Stafsund.

## Långresor till häst

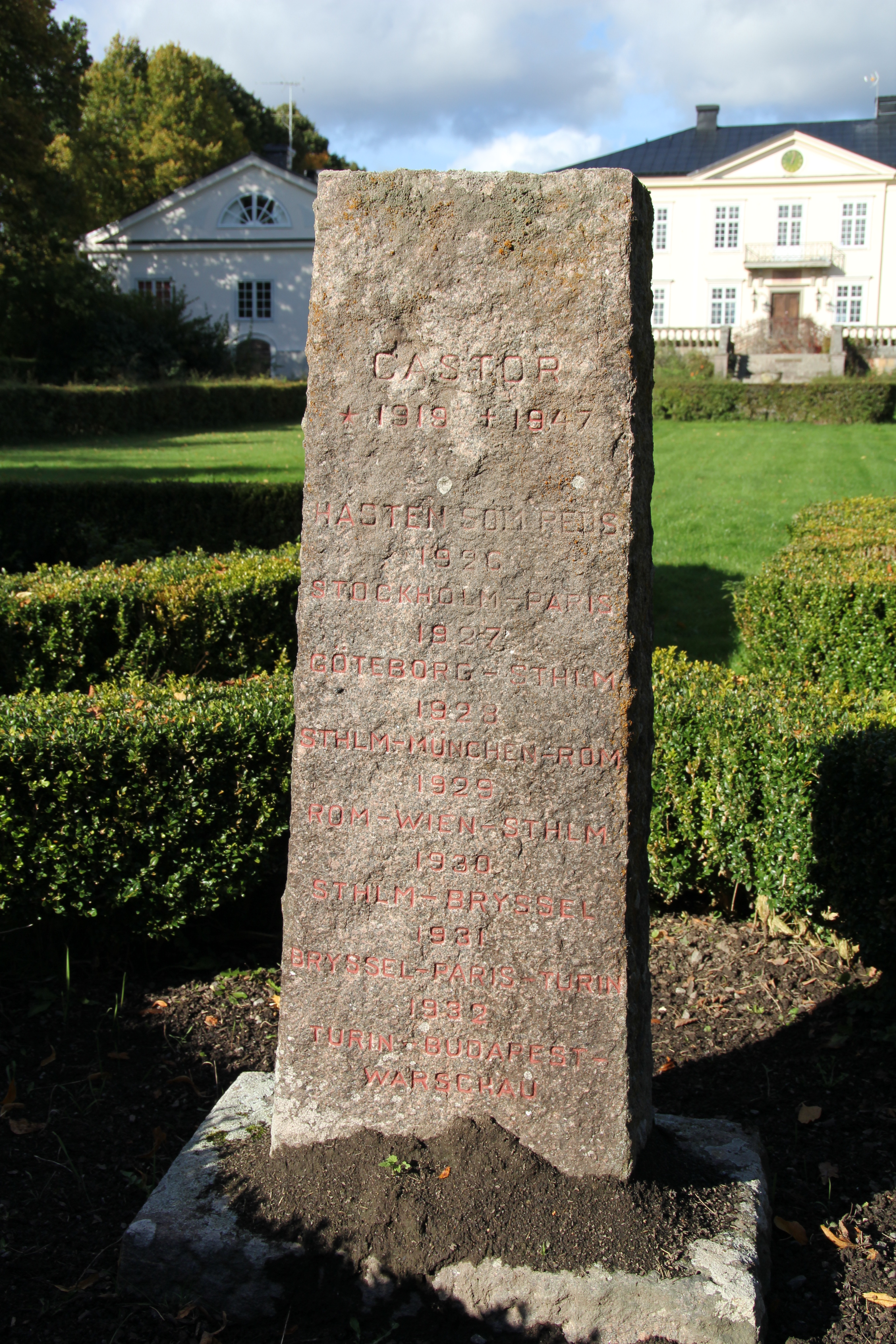
Hästen Castors grav på Lindö gård.

Linde Klinckowström gjorde flera långritter ensam på häst genom Europa. Under sex års resor till häst, totalt ca 1 275 mil, bodde hon på 296 platser. Hon förde dagbok, skrev resebrev för Bonniers Veckotidning och i fyra böcker har hon berättat utförligt om resorna, vilka uppmärksammades flitigt i pressen och andra media.
På våren 1926 red hon Stockholm – Hornsberg i Östergötland tur och retur, en sträcka på ca 70 mil. Till Paris gick den första riktiga långritten på hästen Castor, som hon blev ägare till 1922. Den påbörjades i september 1926. Efter 60 dagar nåddes målet Paris, där hon tillbringade vintern. Hemfärden började med tåg till Antwerpen, sedan ångbåt till Göteborg och därefter på hästryggen hem till Stafsund.
Den 5 september 1928 började resan till Rom, först med tåg till Trelleborg och färja till Sassnitz, därefter i skritt genom Europa via Berlin och Wittenberg. I Weissenfels övernattade hon i gästgiveriet Zum Schützen i det rum där Gustav II Adolf den 5 november 1632 tillbringade sin sista natt före slaget vid Lützen. Sedan red hon över Alperna genom Brennerpasset och vidare till Florens. Hon stannade där elva dagar innan hon fortsatte till Rom, där hon stannade över vintern. I slutet av mars 1929 anträddes hemfärden, denna gång till häst. Under ett uppehåll i Wien vann hon och Castor priser i internationella tävlingar, innan de fortsatte mot Prag, Dresden och Berlin. Efter elva månaders ritt var de åter på svensk mark i Trelleborg och red därifrån mot Stockholm, där de anlände klockan två på natten och möttes av reportrar från tre dagstidningar.
Ytterligare en ridtur gjorde hon i slutet av september 1930, denna gång till Bryssel. Den första etappen gick med tåg till Hässleholm och därefter på hästryggen via Danmark och Tyskland. Även i Bryssel deltog hon och Castor i internationella hästtävlingar och vann pris. Hon deltog också i tävlingar i tyska Aachen. Den 15 november lämnade hon och Castor Bryssel och red till Paris, där de stannade en vecka innan de fortsatte med tåg till Lyon. Därifrån strävade Castor med Linde på ryggen till Turin. Där lämnade hon Castor och reste mot Rom med ett par veckors uppehåll i Parma. Då ingick även en nyförvärvad häst, Indoustan, i sällskapet. Den fortsatta resan gick genom Jugoslavien, Ungern, Tjeckoslovakien och Polen. Efter båtfärd från Danzig och nära två års bortovaro välkomnades Linde i Stockholms frihamn av föräldrarna.
Sin sista långritt på Castor, som då var 21 år, gjorde hon 1940. Den första etappen gick till Vagnhärad, vidare till Stockholm och sedan Stafsund på Ekerön.
Hennes häst Castor vilar i rosengården på Lindö gård under en stor sten, där alla hans ritter är upptecknade. Hennes ridutrustning – sadel, väskor, kläder, aftonklänning och pistol – har skänkts till Livrustkammaren.

## Familj
Linde Klinckowström-von Rosens far var docent i zoologi vid Stockholms högskola men var även bakteriolog och författare, i pressen känd som Klinckan och Den vittre baronen bland annat för ett stort antal detektivromaner. Han gjorde forskningsresor till Spetsbergen, Surinam, Sydpolen, Island, Grönland, Färöarna och Jan Mayen. Hennes mor höll länge litterär salong. Morfadern Hugo Gyldén var astronom och föreståndare för Observatoriet i Stockholm I familjens umgänge ingick bland andra Karl Asplund, John Bauer, Yngve Berg, Albert Engström, Nils-Magnus Folcke, Pär Lagerkvist, Carl G Laurin, Stellan Mörner, Algot Ruhe, Sten Selander, Gunnar Mascoll Silfverstolpe, Otte Sköld, Evert Taube, Guido Valentin, Karl Wåhlin och Hugo Zuhr.
Linde Klinckowström, som var syster till Harald Klinckowström och Thora Dardel, gifte sig den 26 november 1933 med greve Hans von Rosen och var därefter bosatt på Lindö gård utanför Nyköping, men återflyttade vid 92 års ålder till barndomshemmet på Stafsund. I äktenskapet föddes döttrarna Margaretha, gift Reuterskiöld, och Catharina, gift von Schinkel. Makarna von Rosen är begravda på Runtuna kyrkogård.

## Citat
Ur böcker och dagboksanteckningar:
"Då om någonsin röres man av allt underbart man får uppleva och kan bara be Gud om att inte bli högfärdig!"
"Mallig var nog ett klent adjektiv för vad jag kände då jag inbjöds att se mig själv i journalfilmen och skåda mitt fula nylle i Times som The Woman of the Day!"
"Överklassen rör sig sävligt, tycker brådska är för djävligt, har alltid varit ett av mina valspråk."
Om priset för övernattningar:
"… de dumma tidningarna som kalla mig grevinna. Jag har märkt att det vanligen är 50 öre dyrare att vara grevinna än baronessa, som är 75 öre dyrare än ofrälse. Och så talar man om adelns privilegier!"